# 三木市消防本部
三木市消防本部（みきししょうぼうほんぶ）は、兵庫県三木市の消防部局（消防本部）。管轄区域は三木市全域。

## 概要
- 消防本部：三木市福井1933-15
- 管内面積：176.58km2
- 職員定数：91人
- 消防署1カ所、分署2カ所
- 主力機械（2023年4月1日現在）
  - 普通消防ポンプ自動車：3
  - 水槽付消防ポンプ自動車：3
  - はしご付消防自動車：1
  - 化学消防自動車：1
  - 高規格救急自動車：5
  - 救助工作車：1
  - 指揮車：1
  - 司令車：1
  - 査察車：1
  - 防火広報車：1
  - 広報車：1
  - 消火通報訓練指導車：1
  - 資機材搬送車：4
  - 小型動力ポンプ付水槽車：1

## 沿革
- 1965年4月1日 三木市消防本部・三木市消防署を設置。
- 1969年1月 救急自動車を消防署に配備し、救急業務を開始。
- 1970年3月 化学消防自動車を消防署に配備。
- 1971年7月 消防本部新庁舎（本町）が竣工し、業務を開始。
- 1973年3月 屈折はしご付消防自動車を消防署に配備。
- 1977年3月 広野分署を開設し、消防・救急業務を開始。
- 1977年4月 消防本部に課制を導入。
- 1983年4月 美嚢郡吉川町の消防事務受託に伴い、吉川分署を開設し、消防・救急業務を開始。
- 1991年3月 救助工作車を消防署本署に配備。
- 1992年3月 はしご付消防自動車を広野分署に配備。
- 1996年10月 高規格救急自動車を消防署本署に配備し、救急救命士が業務を開始。
- 1997年12月 高規格救急自動車を広野分署に配備。
- 1999年7月 高規格救急自動車を吉川分署に配備。
- 2005年10月 消防事務を受託していた吉川町を編入合併。
- 2008年4月 消防本部庁舎が本町から福井へ移転。

## 組織
- 本部-総務課、予防課
- 消防署-消防第1課、消防第2課、救急救助課

## 消防署
| 消防署       | 住所        | 分署                                    |
| ------------ | ----------- | --------------------------------------- |
| 三木市消防署 | 福井1933-15 | 広野：志染町広野5-1 吉川：吉川町大畑480 |

## 不祥事
- 2020年1月 - 三木市消防署警防課の男性係長（46歳）が、2009年5月ごろから2019年10月までの非番の日に、親戚が経営する市内の製造会社や同社役員宅で庭の手入れなどの雑用を行っていた。月に3～8万円程度の現金が報酬として、男性係長自身の名義ではなく、その母親名義の口座に振り込まれていた。署内のパソコンで男性係長が請求書を作成したことから、同僚がそのファイルを発見し、発覚につながった。2020年1月29日、市は地方公務員法で原則禁じている副業をしたとして、男性係長を減給10分の1（3カ月）の懲戒処分としたと発表した。また、管理監督責任を問い、2016年度から現在までに課長級だった職員5人を厳重注意の法定外処分とした[1]。